# Брод (Красноярский край)
Брод — посёлок в Берёзовском районе Красноярского края России. Входит в состав Маганского сельсовета. Находится на берегах реки Береть (приток реки Мана), примерно в 38 км к юго-юго-западу (SSW) от районного центра, посёлка Берёзовка, на высоте 271 метра над уровнем моря.

## Население
| 1989 | 2002 | 2010 |
| ---- | ---- | ---- |
| 125  | ↘63  | ↘47  |

Гендерный состав
По данным Всероссийской переписи населения 2010 года 25 мужчин и 22 женщины из 47 чел.

## Улицы
Уличная сеть посёлка состоит из 8 улиц.